# Oncometopia maya
Oncometopia maya är en insektsart som beskrevs av Schröder 1962. Oncometopia maya ingår i släktet Oncometopia och familjen dvärgstritar. Inga underarter finns listade i Catalogue of Life.